# IMAI MIKI from 1986
『IMAI MIKI from 1986』（いまい みき フロム ナインティエイティシックス）は、今井美樹のベスト・アルバム。1998年7月1日発売。発売元はフォーライフ・レコード（現・フォーライフミュージックエンタテイメント）。

## 解説
フォーライフ・レコード在籍中に発売された全シングルと、オリジナル・アルバムから選曲されたベスト・アルバム。Disc1には全シングルが発売順に（私はあなたの空になりたい/白のワルツのみ両面収録）、Disc2にはバラードを中心に、『PRIDE』を除くオリジナル・アルバムから選曲された楽曲がそれぞれ収録。初回盤のみ、 スーパーピクチャーレーベル。

## 収録曲

### Disc:1
1. 黄昏のモノローグ
作詞　来生えつこ 作曲　鈴木キサブロー 編曲　鷺巣詩郎
2. 野性の風
作詞　川村真澄　作曲　筒美京平 編曲　久石譲
シングルより数秒早くフェードアウト
3. 静かにきたソリチュード
作詞　戸沢暢美　作曲　中崎英也　編曲　井上鑑
4. 彼女とTIP ON DUO
作詞　秋元康　作曲　上田知華　編曲　佐藤準
5. Boogie-Woogie Lonesome High-Heel
作詞　戸沢暢美　作曲　上田知華　編曲　佐藤準
6. 瞳がほほえむから
作詞　岩里祐穂　作曲　上田知華　編曲　佐藤準
7. PIECE OF MY WISH
作詞　岩里祐穂　作曲　上田知華　編曲　佐藤準
8. Blue Moon Blue
作詞　岩里祐穂　作曲　上田知華　編曲　久石譲
9. Bluebird
作詞　岩里祐穂　作曲・編曲　布袋寅泰
10. Miss You
作詞　岩里祐穂　作曲・編曲　布袋寅泰
11. Ruby
作詞　岩里祐穂　作曲・編曲　布袋寅泰
12. PRIDE
作詞・作曲・編曲　布袋寅泰
13. DRIVEに連れてって
作詞・作曲・編曲　布袋寅泰
14. 白のワルツ
作詞・作曲・編曲　布袋寅泰
アルバム初収録
15. 私はあなたの空になりたい
作詞　今井美樹　作曲・編曲　布袋寅泰

### Disc:2
1. 悲しい週末
作詞　岩沢律　作曲　前田保　編曲　佐藤準
2. 思い出しただけ
作詞　戸沢暢美　作曲・編曲　佐藤準
3. 黄色いTV
作詞　岩里祐穂　作曲　上田知華　編曲　佐藤準
4. 9月半島
作詞　岩里祐穂　作曲　上田知華　編曲　佐藤準
5. ありふれた love scene
作詞　戸沢暢美　作曲　上田知華　編曲　佐藤準
6. 泣きたかった
作詞　今井美樹　作曲　柿原朱美　編曲　佐藤準
7. 輝く星になって
作詞　今井美樹　作曲　山口美央子　編曲　佐藤準
8. 新しい街で
作詞　岩里祐穂　作曲　KAN　編曲　佐藤準
9. 黄昏
作詞　今井美樹　作曲　柿原朱美　編曲　佐藤準
10. 遠い街から
作詞　今井美樹　作曲・編曲　久石譲
11. Martiniqueの海風
作詞　今井美樹　作曲・編曲　坂本龍一
12. 輝く街で
作詞　今井美樹　作曲　上田知華　編曲　小森茂生
13. 海辺にて
作詞　岩里祐穂　作曲　上田知華　編曲　坂本龍一
14. 春の日
作詞　今井美樹　作曲　MAYUMI　編曲　菅野よう子
15. Love Of My Life
作詞　今井美樹　作曲・編曲　布袋寅泰